# Художественный музей Вудмер
Художественный музей Вудмер (англ. Woodmere Art Museum) — художественный музей в Филадельфии (район Честнат-Хилл) (Пенсильвания, США).
Был основан в 1940 году по завещанию нефтяного бизнесмена и золото- и серебродобытчика Чарльза Нокса Смита (англ. Charles Knox Smith, 1845—1916), чья коллекция составила основу собрания. Расположен в его викторианской усадьбе Вудмер с более поздними галерейными пристройками, в которых проходят временные выставки.

## Коллекция
Музейная коллекция включает живопись, скульптуру и другие предметы искусства в основном местных художников из Делавэрской долины (агломерация Филадельфия-Камден-Уилмингтон, расположенная вдоль реки Делавэр). Здесь представлены художники Томас Поллок Аншутц, Фредерик Эдвин Чёрч, Джаспер Фрэнсис Кропси, Даниэль Гарбер, Эдвард Моран, Вайолет Окли, Герберт Пуллинджер, Эдвард Уиллис Редфилд, Нельсон Шэнкс, Джесси Уиллкокс Смит, Бенджамин Уэст, Ньюэлл Конверс Уайет, а также Давид де Ноте, Иоганн Гайер и другие, фотограф Северо Антонелли.

Некоторые работы
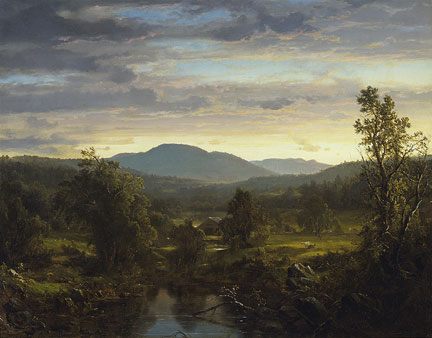
«Закат на Беркширских холмах» (Фредерик Эдвин Чёрч, 1857 год)
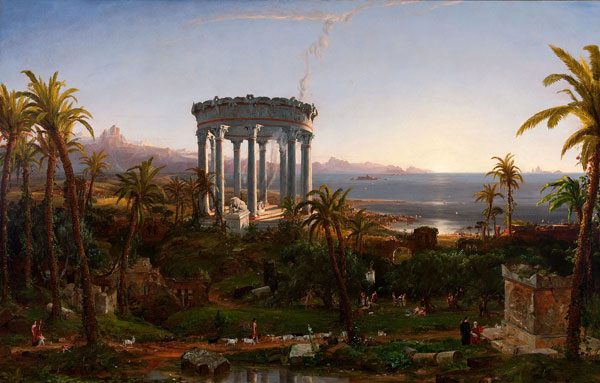
«Дух мира» (Джаспер Фрэнсис Кропси, 1851 год)
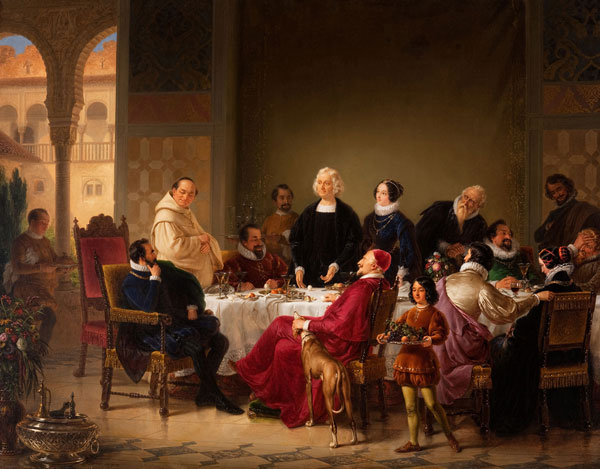
«Колумб и яйцо» (Иоганн Гайер, 1847)
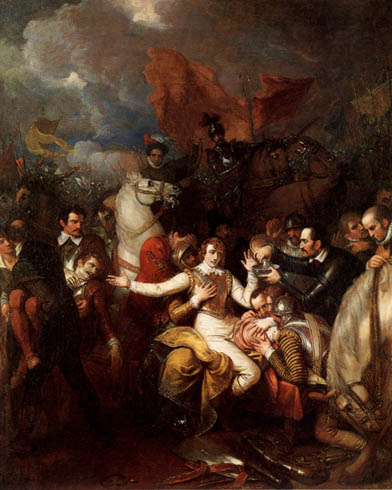
«Смертельное ранение сэра Филипа Сидни» (Бенджамин Уэст, 1805)